# Hermannia althaeoides
Hermannia althaeoides är en malvaväxtart som beskrevs av Hort. och Heinrich Friedrich Link. Hermannia althaeoides ingår i släktet Hermannia och familjen malvaväxter. Inga underarter finns listade i Catalogue of Life.